# Tombelaine
Tombelaine je přílivový ostrov v Lamanšském průlivu. Patří k obci Genêts ve francouzském regionu Normandie. Leží v ústí řeky Sée 2 km jižně od pobřeží poloostrova Cotentin a 2 km na sever od známějšího ostrova Mont-Saint-Michel. Ostrov má rozlohu tři hektary a maximální výšku 45 metrů. Je tvořen žulou a muskovitem. Nežijí zde žádní stálí obyvatelé.
Název je odvozován z výrazu tumb-ell-ana („malá mohyla“), odkazujícího na podobu ostrova. Odtud pochází legenda, že je zde pohřbena Helena, dcera bretaňského krále Hywela, nešťastně zamilovaná do normanského šlechtice Montgommeryho. Jiný výklad spojuje název s kultem keltského boha Belena. 
Roku 1137 na ostrově Bernard du Bec zřídil převorství. V době stoleté války vybudovali Angličané na Tombelaine pevnost, z níž ohrožovali Mont-Saint-Michel. Opevnění bylo rozbořeno roku 1666. V devatenáctém století podnikaví bratři Neurdeinovi vytvořili romantickou legendu o markýzovi z Tombelaine, který si dobrovolně zvolil život mimo civilizaci, a předváděli turistům místního rybáře v roli údajného výstředního aristokrata.
V roce 1936 byl ostrov vyhlášen historickou památkou. V době odlivu sem mohou z pevniny přijít výpravy vedené průvodcem. Od roku 1985 je Tombelaine také rezervací pro ptactvo, kde hnízdí volavka stříbřitá, husice liščí, sokol stěhovavý, holub hřivnáč a střízlík obecný, na tahu se zastavují kormorán velký, moták pilich, jeřáb popelavý, cistovník rákosníkový nebo žluva hajní.